# Avrankou
Avrankou est une commune et une ville du sud-est du Bénin, préfecture du département de l'Ouémé.

## Géographie

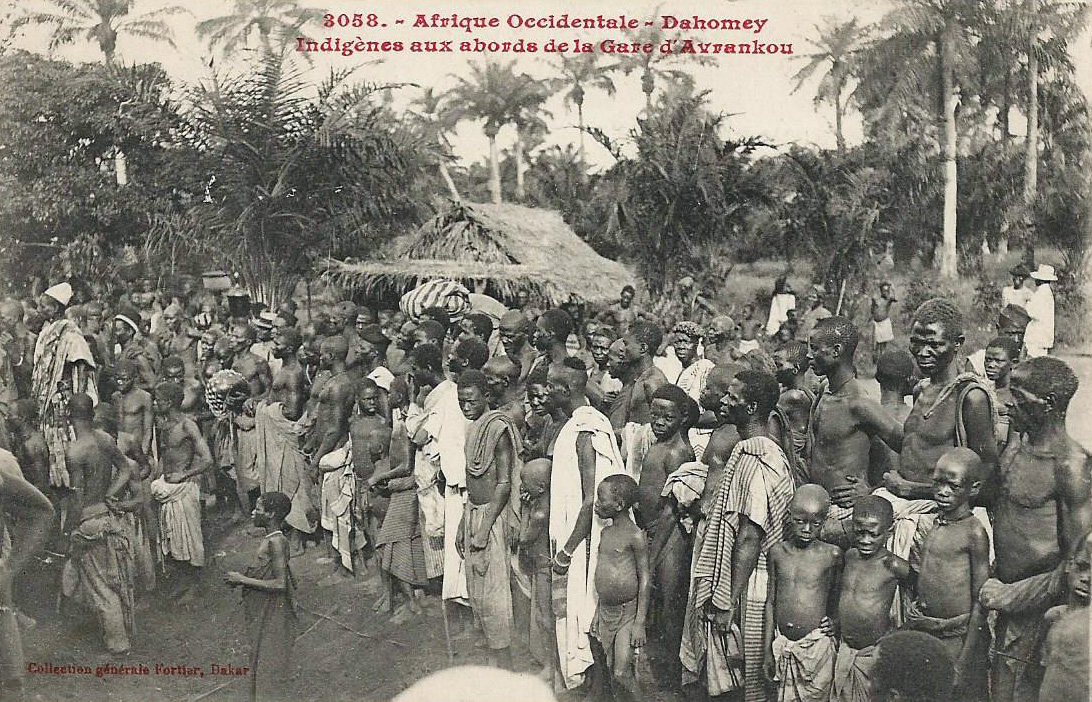
Indigènes aux abords de la gare d'Avrankou (Dahomey).

La commune d'Avrankou est située dans le département de l'Ouémé au sud-est du Bénin. Elle couvre une superficie de 78 km2 et représente 6,0 % de la superficie totale du département (s'étendant sur 1 281 km2). Elle est limitée au nord par la commune de Sakété, au sud par les communes d'Adjarra et de Porto Novo, à l'est par la commune d'Ifangni et le Nigéria, et à l'ouest par la commune d'Akpro-Missérété.
Le relief de la commune est constitué de plateaux de basse altitude. Deux types de sols sont présents au niveau podologique : les sols ferralitiques qui sont prépondérants (occupent plus de 80 % des sols de la commune) et les sols hydromorphes dans la zone marécageuse. La commune est traversée par 16 km2 de bas-fonds soit environ 21,5 % de sa superficie totale. Ces derniers sont traversés par des cours d'eau : Hounsou tokpa, Atchoukpa tokpa, Gbokouso tokpa, Danmè kpossou tokpa, Wamon tokpa, Sado tokpa, Agonmaya, Sogbo, Adogba, Tokpa agua, qui sont pour la plupart navigables.
Le climat, chaud et humide est caractérisé par deux saisons sèches (novembre à février, juillet à août) et deux saisons humides (mars à juillet, septembre à novembre).

## Société

### Démographie
Lors du recensement de 2013 (RGPH-4), la commune comptait 128 050 habitants. 
Avrankou est un territoire où résident diverses ethnies (Yorouba, Goun, Fons, notamment) mais essentiellement des Toris. C'est de ce territoire tori qu'ont migré voici plus d'un siècle, vers ce qui sera Tori-Bossito, de nombreux Toris. À plus de cent kilomètres de distance, les deux territoires parlent tori, avec désormais quelques différences.[réf. nécessaire]

### Santé
Concernant la psychiatrie, l'Association Saint Camille de Lellis est présente à Avrankou et y a un centre spécialisé en psychiatrie communautaire ainsi qu'un centre de formation professionnelle.

## Flore et faune
La flore de la commune est constituée principalement de forêts de raphia (Raphia hookeri, Raphia vinifera), de Ficus congensis, de Cyperus papyrus, de palmeraies et des îlots de forêts abritant le fétiche Oro.